# Saint-Martial-de-Valette
Saint-Martial-de-Valette è un comune francese di 854 abitanti situato nel dipartimento della Dordogna nella regione della Nuova Aquitania.

## Società

### Evoluzione demografica
Abitanti censiti